# Świemino
Świemino [ɕfjɛˈminɔ] (trước đây là Schwemmin của Đức) là một ngôi làng thuộc khu hành chính của Gmina Biesiekierz, thuộc quận Koszalin, West Pomeranian Voivodeship, ở phía tây bắc Ba Lan. Nó nằm khoảng 9 kilômét (6 mi) phía tây nam Biesiekierz, 19 km (12 mi) phía tây nam Koszalin và 117 km (73 mi) về phía đông bắc của thủ đô khu vực Szczecin.
Trước năm 1945, khu vực này là một phần của Đức. Đối với lịch sử của khu vực, xem Lịch sử của Pomerania.